# Meine

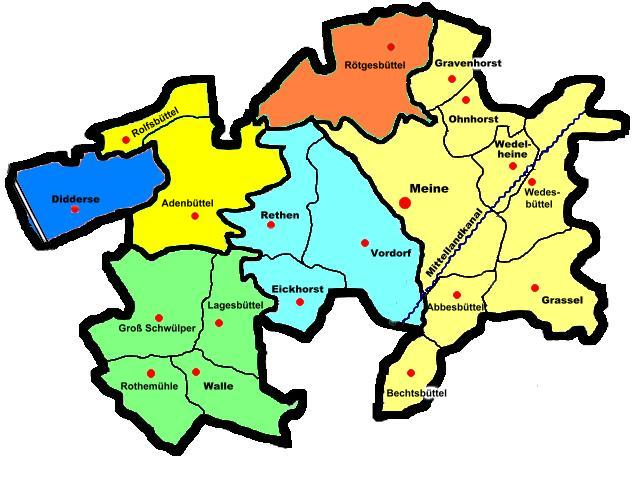
Bản đồ Papenteich

Meine là một đô thị thuộc huyện Gifhorn, trong bang Niedersachsen, Đức. Đô thị này có diện tích 38,73 km². Đô thị này thuộc Samtgemeinde Papenteich. Dân số cuối năm 2006 là 8135 người. Đô thị Meine gồm các làng Abbesbüttel, Bechtsbüttel, Grassel, Gravenhorst, Meine, Meinholz, Martinsbüttel, Ohnhorst, Wedelheine, Wedesbüttel.